# گلوگوواتس (کنگاژواتس)
گلوگوواتس (به صربی: Glogovac) یک روستا در صربستان است که در Knjaževac واقع شده‌است. گلوگوواتس ۷۳ نفر جمعیت دارد.